# Jan Lammers (calciatore)
Jan Lammers (Zevenaar, 10 maggio 1995) è un calciatore olandese, difensore svincolato.

## Carriera
Cresciuto nel De Graafschap, ha esordito in prima squadra il 13 settembre 2014], nella partita di Coppa d'Olanda vinta per 3-2 contro il Telstar. Dopo tre stagioni trascorse con il club di Doetinchem, il 20 giugno 2017 si trasferisce all'RKC Waalwijk, con cui firma un biennale.

## Statistiche

### Presenze e reti nei club
Statistiche aggiornate al 28 novembre 2018.
| Stagione             | Squadra              | Campionato           | Campionato | Campionato | Coppe nazionali | Coppe nazionali | Coppe nazionali | Coppe continentali | Coppe continentali | Coppe continentali | Altre coppe | Altre coppe | Altre coppe | Totale | Totale | Totale |
| Stagione             | Squadra              | Comp                 | Pres       | Reti       | Comp            | Pres            | Reti            | Comp               | Pres               | Reti               | Comp        | Pres        | Reti        | Pres   | Reti   |        |
| -------------------- | -------------------- | -------------------- | ---------- | ---------- | --------------- | --------------- | --------------- | ------------------ | ------------------ | ------------------ | ----------- | ----------- | ----------- | ------ | ------ | ------ |
| 2014-2015            | De Graafschap        | ED                   | 8          | 0          | CO              | 2               | 1               | -                  | -                  | -                  | -           | -           | -           | 10     | 1      |        |
| 2015-2016            | De Graafschap        | E                    | 5          | 0          | CO              | 1               | 0               | -                  | -                  | -                  | -           | -           | -           | 6      | 0      |        |
| 2016-2017            | De Graafschap        | ED                   | 28         | 2          | CO              | 1               | 0               | -                  | -                  | -                  | -           | -           | -           | 29     | 2      |        |
| Totale De Graafschap | Totale De Graafschap | Totale De Graafschap | 41         | 2          |                 | 4               | 1               |                    | -                  | -                  |             | -           | -           | 45     | 3      |        |
| 2017-2018            | RKC Waalwijk         | ED                   | 23         | 1          | CO              | 3               | 0               | -                  | -                  | -                  | -           | -           | -           | 26     | 1      |        |
| 2018-2019            | RKC Waalwijk         | ED                   | 8          | 1          | CO              | 1               | 0               | -                  | -                  | -                  | -           | -           | -           | 9      | 1      |        |
| Totale RKC Waalwijk  | Totale RKC Waalwijk  | Totale RKC Waalwijk  | 31         | 2          |                 | 4               | 0               |                    | -                  | -                  |             | -           | -           | 35     | 2      |        |
| Totale carriera      | Totale carriera      | Totale carriera      | 72         | 4          |                 | 8               | 1               |                    | -                  | -                  |             | -           | -           | 80     | 5      |        |